# Juliane Wurm

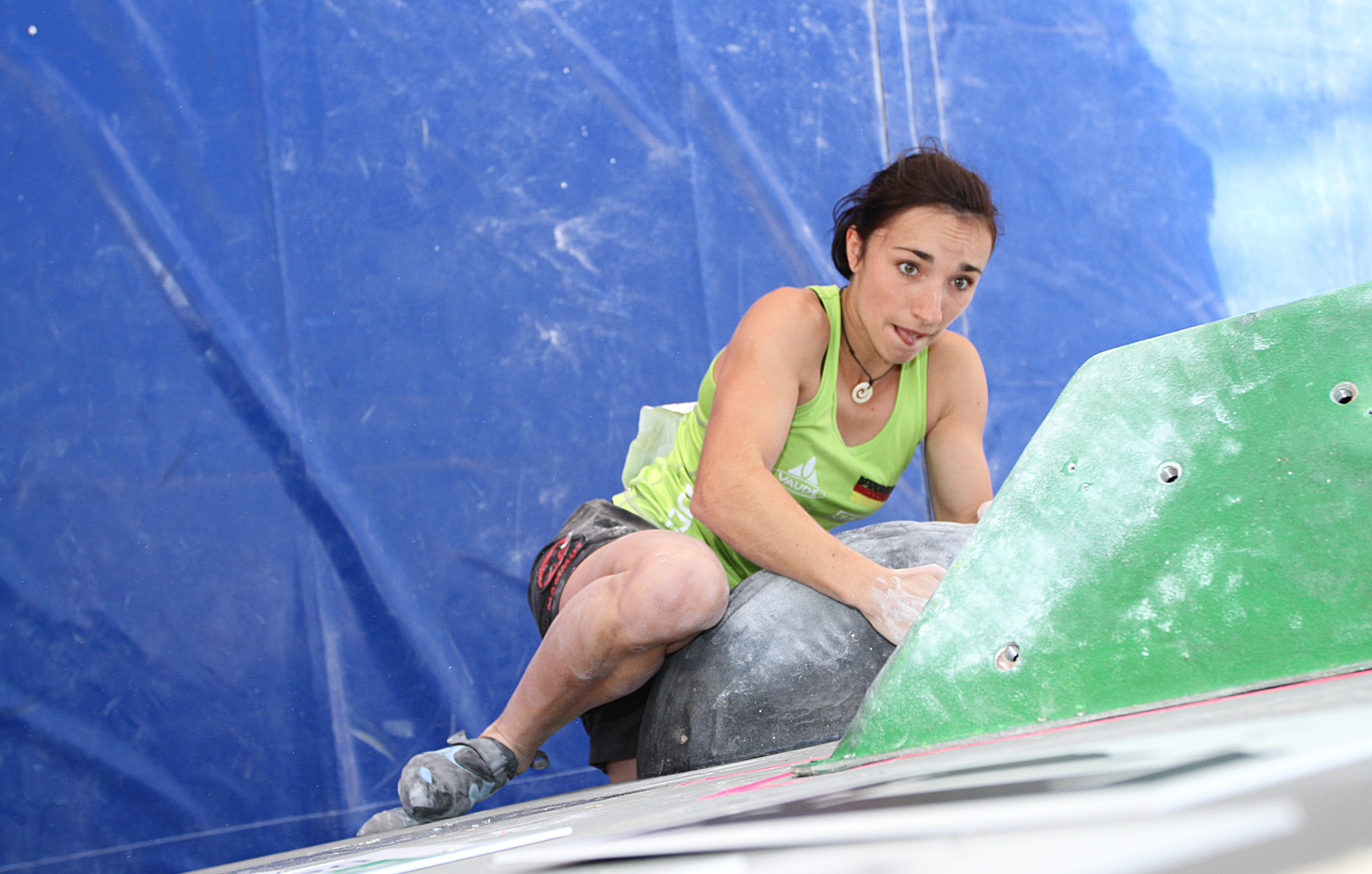
Juliane Wurm beim Boulder Worldcup 2012 in München

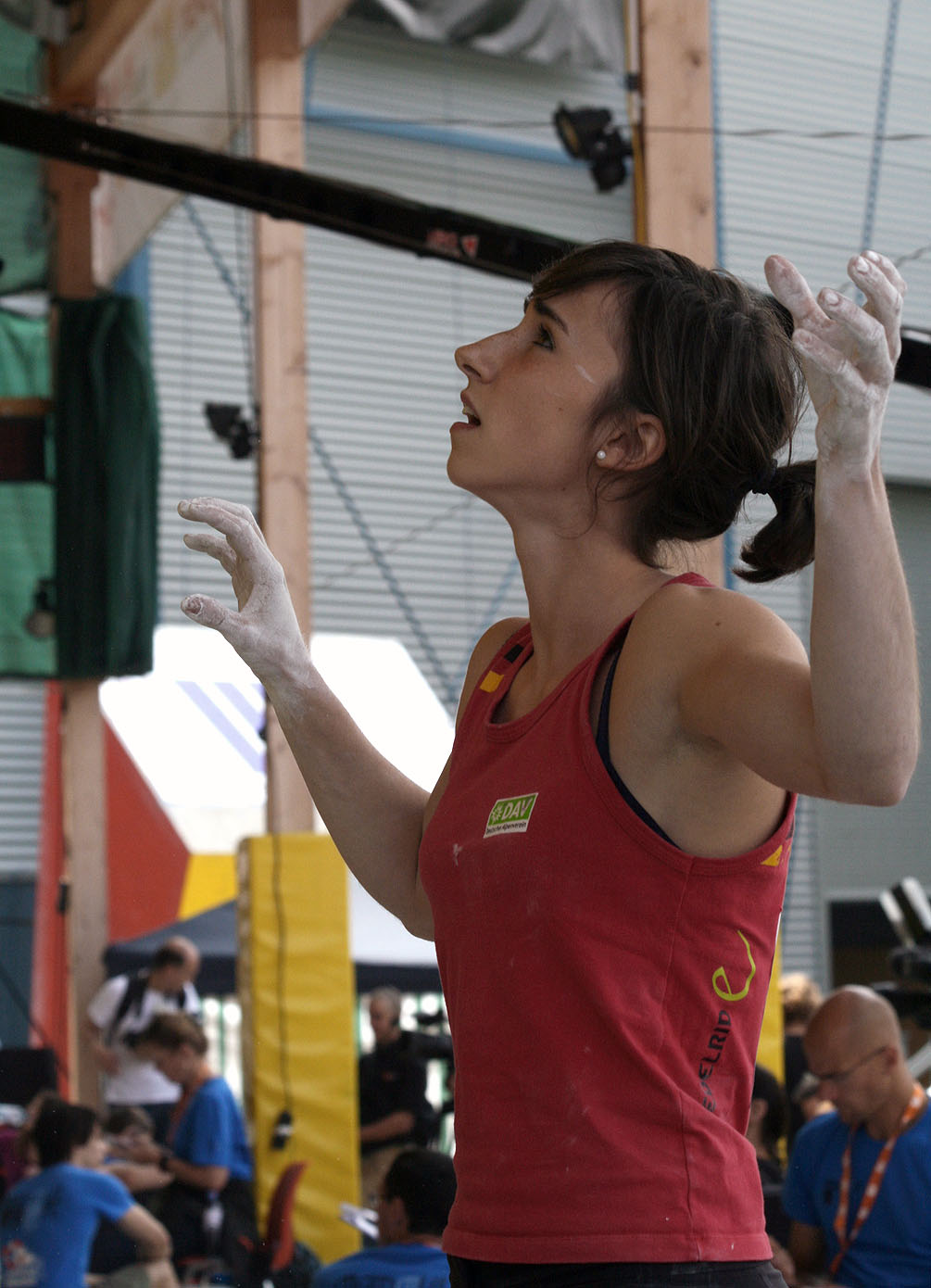
Juliane Wurm (Boulder Worldcup in Wien 2010)

Juliane Wurm (* 15. Dezember 1990 in Halle (Saale)) ist eine deutsche Sportkletterin.

## Karriere
Mit 16 Jahren wurde Juliane Wurm zur jüngsten Deutschen Meisterin im Klettern. Die Kletterin war in allen drei Disziplinen Lead, Speed und Bouldern aktiv und errang ihre größten Erfolge im Bouldern. Seit 2007 startete Wurm für die Sektion Wuppertal des Deutschen Alpenvereins. Sie konnte neunzehn Deutsche Meisterschaften gewinnen und ist damit die erfolgreichste deutsche Wettkampfkletterin vor Marietta Uhden.
Bei der Kletterweltmeisterschaft 2014 in München wurde Juliane Wurm Weltmeisterin in der Disziplin Bouldern.
2015 wurde sie Europameisterin im Bouldern in Innsbruck.
Juliane Wurm begann im Alter von 10 Jahren in Dortmund mit dem Klettern und nahm 2003 an ihrem ersten nationalen Wettkampf teil. Von 2004 bis 2008 war sie Mitglied der Deutschen Jugendnationalmannschaft und gewann 2005 und 2007 die Europäische Jugendserie. 2008 wurde sie Juniorinnen-Vize-Weltmeisterin in Sydney, Australien. Nach dem Wechsel in die Erwachsenen-Kategorie nahm Juliane Wurm an internationalen Lead-Wettkkämpfen teil und wechselte schließlich zum Bouldern.
Hier erreichte sie mehrfach Podiums-Platzierungen auf Weltcups, wurde 2010 Vizeeuropameisterin und gewann 2011 die Bronzemedaille auf der WM in Arco. 2013 gewann sie in Innsbruck ihren ersten Weltcup.
2011 drehte die amerikanische Kletterikone Lynn Hill den Dokumentarfilm Outside the Box, in dem sie den zwei jungen europäischen Spitzenklettererinnen Juliane Wurm und Anna Stöhr beim Rissklettern am Castleton Tower in Utah ihre Erfahrungen als weiblicher Kletterstar der ersten Generation vermittelt.
Ab 2012 studierte sie Medizin an der Universität Witten/Herdecke.

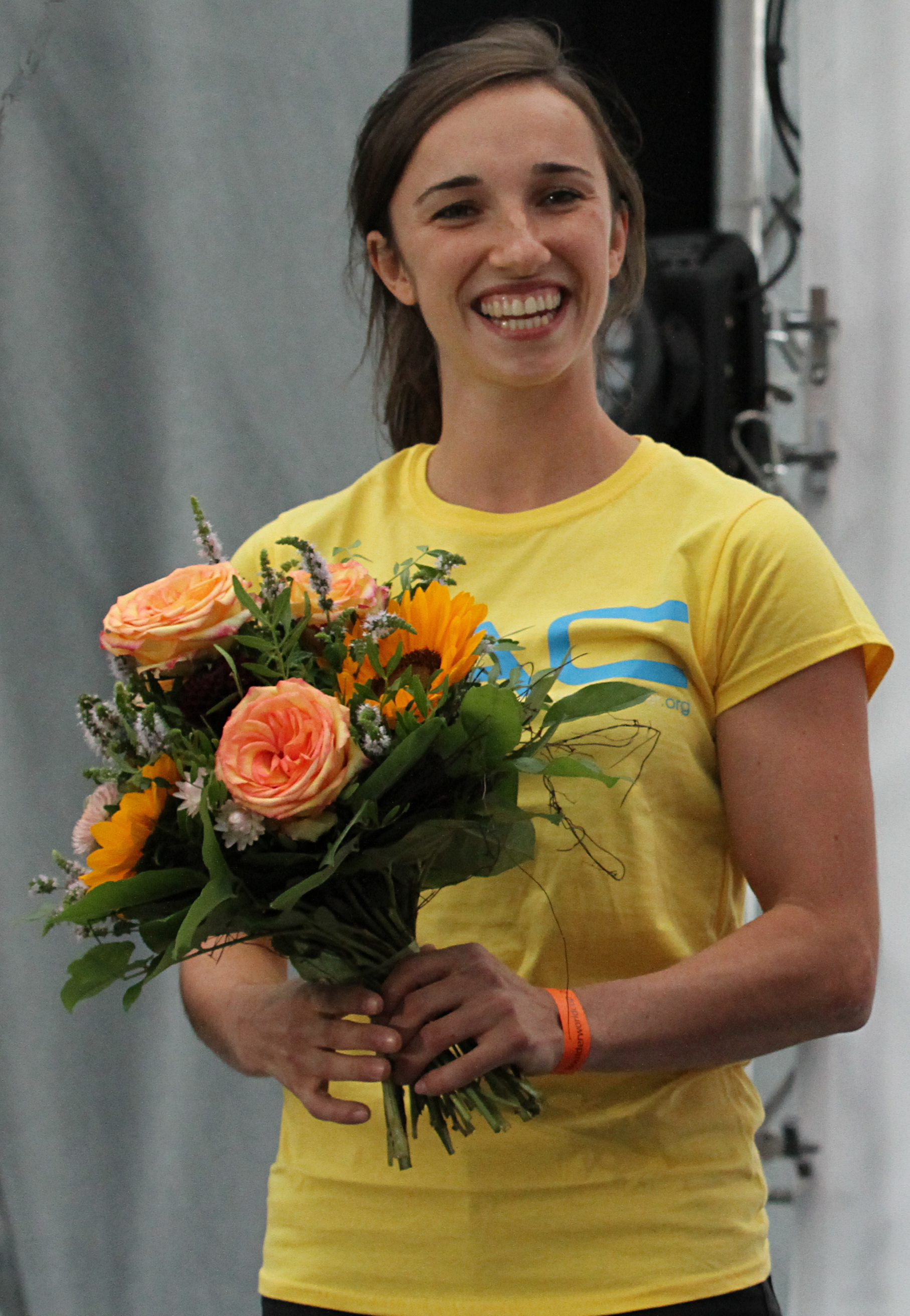
Juliane Wurm 2015 nach ihrem Rückzug vom Leistungssport

Am 14. Juli 2015 gab Juliane Wurm via Facebook ihren Rücktritt vom Wettkampfklettern zum Saisonende bekannt. Sie wollte ihr Studium abschließen, verstärkt am Fels klettern und konnte sich vorstellen, Nachwuchstrainerin zu werden. In der Woche darauf errang sie zum letzten Mal die Deutsche Meisterschaft im Bouldern.
Nach ihrem Rücktritt ist sie Jugendnationaltrainerin und trainierte eine Kindergruppe in Köln. Für ihr Studium war sie ein Semester in Paris und für die Doktorarbeit ein Jahr in den USA. Medizinische Forschung in der Kinderheilkunde führte sie 2023 an die Universität Freiburg, Schweiz.

## Erfolge

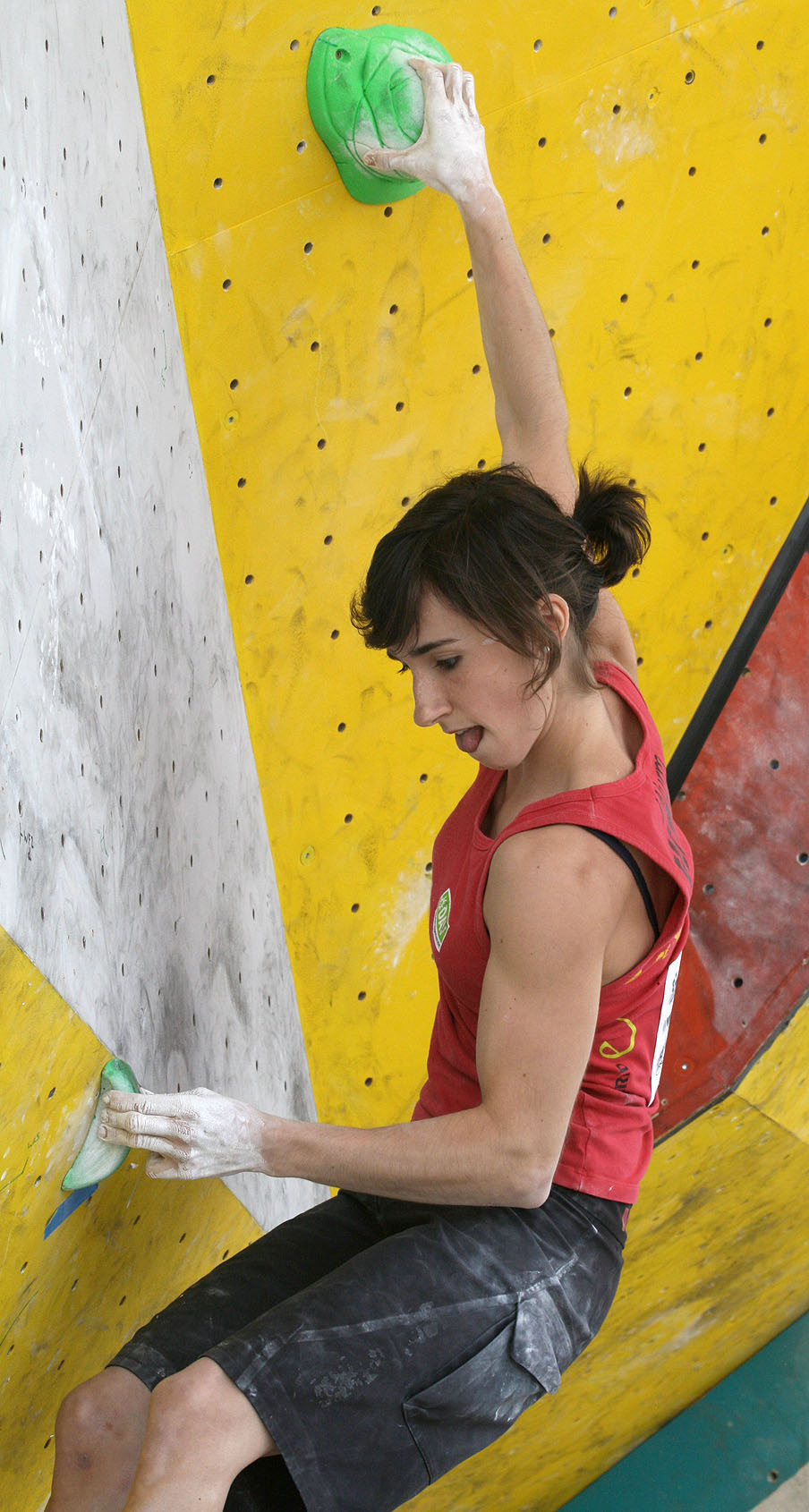
Juliane Wurm (Boulder Worldcup in Wien 2010)

### Lead
- Deutsche Meisterin 2006, 2007, 2008, 2009[8] und 2010[9]
- 11. Platz Weltmeisterschaft Xining (China) 2009
- 9. Platz Weltcup (Damen) Kranj (SLO) 2008
- 11. Platz Europameisterschaft (Damen) Paris 2008
- Juniorinnen Vizeweltmeisterin 2008
- Bronze Jugend-Weltmeisterschaft Peking 2005
- Sechsfache Deutsche Jugendmeisterin (2004 bis 2009)

### Bouldern
- Dritter Platz Weltcup in Vail (USA) und München 2012
- Dritter Platz bei der Weltmeisterschaft 2011[10]
- Deutsche Meisterin 2006, 2007, 2009, 2010, 2011, 2014[11] und 2015[12]
- 6. Platz Gesamt-Weltcup 2011
- Zweiter Platz Weltcup München 2011
- Vizeeuropameisterin Innsbruck 2010
- Dritter Platz Weltcup Vail 2010
- Zweiter Platz Weltcup Eindhoven 2010
- 1. Platz Boulderweltcup Innsbruck 2013[13]
- 1. Platz Boulderweltcup Chongqing 2014
- 3. Platz Boulderweltcup Grindelwald 2014
- Weltmeisterin München 2014
- Europameisterin Innsbruck 2015
- 3. Platz Boulderweltcup Toronto 2015

### Speed
- Deutsche Vizemeisterin 2008
- Zweiter Platz beim Deutschen Speed-Klettercup in Leipzig 2007
- Erster Platz beim Deutschen Speed-Klettercup in Heilbronn 2007
- Zweiter Platz beim Deutschen Speed-Klettercup in Frankenthal 2007